# Campionato romano di guerra
Il Campionato romano di guerra, denominato anche Campionato romano-laziale di guerra, venne disputato a Roma nelle stagioni 1943-1944 e 1944-1945.
Dopo l'armistizio dell'8 settembre l'Italia viene invasa dalle truppe naziste e il campionato nazionale di calcio viene interrotto. Al suo posto le Federazioni organizzano vari campionati a carattere locale. Nella capitale Lazio e Roma, unitamente ad altre formazioni locali, diedero vita al cosiddetto Campionato Romano.
Entrambi i tornei disputati si ridussero ad un testa a testa tra le due protagoniste che si divisero le vittorie. Nel 1943-1944  fu la Lazio a spuntarla con un punto di vantaggio sulla Roma nella classifica finale. L'anno successivo avvenne la rivincita della Roma che si aggiudicò il titolo con quattro punti di vantaggio sui rivali.

## Albo d'oro
| N° | Anno      | Squadra | Iscritte | Note |
| -- | --------- | ------- | -------- | ---- |
| 1  | 1943-1944 | Lazio   | 10       |      |
| 2  | 1944-1945 | Roma    | 8        |      |